# Lillsjön, Dalarna
Lillsjön är en sjö i Älvdalens kommun i Dalarna och ingår i Dalälvens huvudavrinningsområde. Sjön har en area på 0,162 kvadratkilometer och ligger 717,1 meter över havet. Sjön avvattnas av vattendraget Grundöjan.

## Delavrinningsområde
Lillsjön ingår i det delavrinningsområde (689227-134124) som SMHI kallar för Utloppet av Lillsjön. Medelhöjden är 729 meter över havet och ytan är 1,75 kvadratkilometer. Räknas de 10 avrinningsområdena uppströms in blir den ackumulerade arean 43,94 kvadratkilometer. Grundöjan som avvattnar avrinningsområdet har biflödesordning 3, vilket innebär att vattnet flödar genom totalt 3 vattendrag innan det når havet efter 505 kilometer. Avrinningsområdet består mestadels av skog (74 procent) och sankmarker (15 procent). Avrinningsområdet har 0,2 kvadratkilometer vattenytor vilket ger det en sjöprocent på 11,5 procent.